# Бирман, Борис Наумович
Борис Наумович Би́рман (творческий псевдоним Борис Вишневский) (род. 1 сентября 1966, Ленинград) — советский и российский актёр театра, кино и дубляжа, бард, кинорежиссёр и сценарист.

## Биография
Родился в семье кинорежиссёра Наума Бирмана и Беллы Григорьевны — главного администратора дворца культуры Выборга. В 1987 году Борис окончил Ленинградский государственный институт театра, музыки и кинематографии, где занимался на курсе Аркадия Кацмана.
В 1988—1990 годах работал актёром в Государственном театре-студии «Народный дом».
В кино дебютировал ещё в детстве (в 1979 году), сыграв в киноповести «Бабушкин внук».
Известность приобрёл благодаря работам в телесериалах «Чёрный ворон» (в его создании он участвовал и как соавтор сценария), «Бандитский Петербург», «Подружка Осень», «Европейский конвой», «Улицы разбитых фонарей» (1 сезон), всего более 60 кинокартин, телефильмов и сериалов. В 2003 году Владимир Бортко пригласил Бирмана на роль Птицына в своём телесериале «Идиот».
Актёр живёт в Санкт-Петербурге.

## Авторская песня
В 1995 году стал лауреатом Всероссийского конкурса артистов эстрады, а в 1996 году получил диплом газеты «Московский комсомолец» на международном конкурсе актёрской песни имени Андрея Миронова.

## Фильмография

### Актёр
- 1979 — Бабушкин внук — Лёня
- 1980 — Мы смерти смотрели в лицо — Серёжа Марков (в титрах — Боря Наумов)
- 1981 — Два голоса — Игорь Баклажанов
- 1989 — Сирано де Бержерак — эпизод
- 1990 — Другая драма — Стрельников
- 1991 — Миф о Леониде — Роман
- 1998 — Улицы разбитых фонарей — 1 сезон (сериал) — серия «Отсутствие доказательств»
- 2000 — Охота на Золушку — Меньших / Лещ
- 2000 — 2005 — Чёрный ворон — Леонид Ефимович Рафалович («Раф», Лёнька)
- 2001 — Агент национальной безопасности 3 (серия 29—30 «Ловушка») — Валерий Дутов, политик
- 2001 — Бандитский Петербург. Фильм 3. Крах Антибиотика — Саша-Солдат (Александр Мальцев) (3—4, 7 серии)
- 2001 — Крот — Илья Сумский, финансист «Часовщика»
- 2001 — Кобра — Соболев (фильм «Груз»)
- 2001 — Убойная сила-2 — Стас (серия «След бумеранга»)
- 2001 — Гладиатрикс — Максимус
- 2002 — Время любить — Стас
- 2003 — Бандитский Петербург. Фильм 5. Опер — Саша-Солдат / Александр Мальцев (1—4 серии)
- 2003 — Бандитский Петербург. Фильм 6. Журналист — Саша-Солдат / Александр Мальцев (5—6 серии)
- 2003 — Игра без правил — ведущий тотализатора
- 2003 — Европейский конвой (Россия, Украина) — Виктор
- 2003 — Идиот — Иван Петрович Птицын
- 2004 — Дорогая Маша Березина — Игорь Панин
- 2004 — Тимур и его коммандос — Аркадий Егорович («Кашалот»), отец Тимура
- 2006 — Гадкие лебеди (Россия, Франция) — врач в больнице
- 2006 — 2007 — Ситуация 202 (Россия, Украина) — майор Медведь
- 2007 — Заговор — Пуришкевич
- 2007 — Месть — Леонид, друг Андрея
- 2008 — Ораниенбаум. Серебряный самурай — антиквар Глеб
- 2009 — И один в поле воин — Геннадий Саянов
- 2011 — Возмездие — адвокат Третьякова
- 2012 — Белый лебедь — Саша, водитель
- 2013 — Легенда для оперши — Владимир Альбертович Росляков, антиквар
- 2013 — Посредник — Спиридонов, главврач
- 2015 — Лучше не бывает — муж Даши
- 2016 — Мажор 2 — партнёр отца невесты
- 2016 — Наше счастливое завтра — Эдуард Станкевич, отец Марианны
- 2017 — О любви — Константин Гуревич, врач-терапевт
- 2018 — Высокие ставки — Олег Борисович Замятин, бизнесмен
- 2019 — 12 часов — Комаровский («Ладога»), криминальный бизнесмен
- 2020 — Северная звезда — Сергей Борисович Кривицкий, адвокат
- 2020 — Ментозавры — Сергей, кинорежиссёр (3-я серия «Ограбление по…»)

### Режиссёр
- 2000 — Улицы разбитых фонарей 3
- 2009 — В огонь и воду
- 2011 — Сплит

#### Театральные постановки
- 2014 — «Пушкин-Пушкин, или кинПушкинПушкинПуш…» (театральная постановка)
- 2016 — «Человек, обречённый на счастье» (по С. Довлатову; театральная постановка)
- 2017 — «На чистую воду, или Самая счастливая семья» (театральная постановка)
- 2018 — «Ясон и Медея», рок-мюзикл (театральная постановка)
- 2018 — «На полпути к вершине» (театральная постановка)

### Сценарист
- 2003 — Агент национальной безопасности 4 (фильмы «Время „Ч“», «Спас нерукотворный», «Тигры не знают страха»)
- 2004 — Лабиринты разума (серия «Дежавю»)
- 2010 — Русский дубль (серии «Должник», «Подтверждение отцовства»)

## Призы и награды
- 1995 — лауреат Всероссийского конкурса артистов эстрады
- 1996 — дипломант Конкурса актёрской песни имени А. Миронова